# Cartello di Cali
Il Cartello di Cali (in spagnolo: Cartel de Cali) fu un cartello dedito al traffico di stupefacenti del sud della Colombia, intorno alla città di Cali. Nel periodo della sua attività, tra gli anni 1977 e 1998, ha avuto una grande influenza in ambiente politico iniettando ingenti quantità di denaro soprattutto nel partito liberale e, in misura minore, nel partito conservatore.

## Storia
Secondo alcune stime, al culmine del suo potere il cartello di Cali controllava il 90% delle esportazioni di cocaina dalla Colombia verso gli Stati Uniti. Gilberto Rodríguez fondò il cartello agli inizi degli anni '70 con suo fratello, Miguel Rodríguez, e insieme a "Chepe" Londoño e "Pacho" Herrera. Negli anni '80 l'organizzazione entrò in guerra con l'altro grande cartello colombiano, il cartello di Medellín, capeggiato da Pablo Escobar. Il cartello si avvalse anche dell'aiuto di un gruppo di vigilanti armati definitosi Los Pepes (acronimo di Perseguidos por Pablo Escobar, Perseguitati da Pablo Escobar), che avevano tutti, come unico scopo, uccidere il boss di Medellin.
Il cartello di Cali ha partecipato a operazioni di "pulizia sociale", uccidendo centinaia di "indesiderabili". Tra gli indesiderabili c'erano prostitute, bambini di strada, ladruncoli, omosessuali e senzatetto. Il cartello di Cali formò squadre della morte, chiamate "grupos de limpieza social", che ne uccise centinaia. Molti corpi degli assassinati sono stati trovati nel Río Cauca. Negli anni '90, il cartello ha combattuto i guerriglieri delle FARC (Forze Armate Rivoluzionarie della Colombia).
A metà degli anni '80, dopo un viaggio di Gilberto in Spagna, il cartello iniziò ad espandere le sue attività in Europa, sviluppando un rapporto di lavoro con i contrabbandieri di tabacco della Galizia in Spagna. Ma in particolare il cartello di Cali ha stabilito un'alleanza strategica con la potente organizzazione criminale della Camorra. Cali forniva la cocaina e la Camorra si occupava della distribuzione in tutta Europa.
Alcuni inquirenti hanno osservato come il cartello si sia notevolmente frammentato negli ultimi anni e non avesse avuto più lo stesso potere di una volta, a causa dell'inasprimento delle leggi colombiane contro i narcotrafficanti e della sempre maggiore rilevanza che stavano acquistando altri cartelli, prima considerati minori, tra cui il cartello di Norte del Valle. Politicamente, il cartello di Cali era orientato su posizioni filo-governative e liberali.

## Esponenti
- Gilberto Rodríguez Orejuela
- Miguel Rodríguez Orejuela
- José Santacruz Londoño
- Hélmer Herrera Buitrago
- Jairo Ivan Urdinola-Grajales
- Julio Fabio Urdinola-Grajales
- Henry Loaiza-Ceballos
- Victor Patiño-Fomeque
- Phanor Arizabaleta-Arzayus
- Raul Grajales-Lemos
- Luis Grajales-Posso
- Juan Carlos Ortiz Escobar
- Montoya Sánchez